# Le tentazioni di un monaco
Le tentazioni di un monaco (You Seng) è un film del 1993 diretto da Clara Law.